# Uku (1912)
Uku – statek pasażersko-towarowy oraz okręt służący w marynarkach wojennych Imperium Rosyjskiego, Estonii i ZSRR. W czasie obu wojen światowych działał na jeziorze Pejpus.

## Budowa i opis techniczny
Parowiec został wybudowany w 1912 roku przez stocznię A. Alhström w Warkaus jako statek pasażersko-towarowy. Pod nazwą „Delfin” wykorzystywany był na jeziorze Pejpus przez Liflandzką Kompanię Żeglugową, której był własnością.
Wyporność „Delfina” wynosiła 110 ton. Miał 20,5–20,6 metra długości i 5,2–5,3 metra szerokości. Jego zanurzenie wynosiło 1,6 lub 1,8 metra.
Napęd stanowiła sprzężona maszyna parowa o dwóch cylindrach, zasilana przez jeden kocioł opalany drewnem, którego zapas wynosił 25 m³. Moc siłowni wynosiła 100 KM, co pozwalało na osiągnięcie prędkości 9 węzłów. Przy tej prędkości mogła ona pokonać 150 mil morskich. 
Po wcieleniu w skład marynarki wojennej zamontowano na nim działo kalibru 75 mm L/50 lub kalibru 75 mm, dwa działa kalibru 47 mm oraz 1 lub 2 karabiny maszynowe Maxim kalibru 7,62 mm.
W skład załogi wchodziło w różnym czasie 2 lub 3 oficerów i 17–25 marynarzy.

## Służba
„Delfin” został zmobilizowany w sierpniu 1915 roku. Został uzbrojony i wcielony 9 września do Czudzkiej Flotylli Wojennej. Został zajęty przez wojska estońskie na zamarzniętej rzece Emajõgi w Tartu 14 stycznia 1919 roku. Włączony w skład Dywizjonu Kanonierek Jeziora Pejpus pod nazwą „Uku”. Imię to należało do jednego z bogów estońskiej mitologii. Uku był bogiem–ojcem, władał podziemiami, a jego łukiem była tęcza. Po zakończeniu wojny o niepodległość Estonii okręt został rozbrojony i oddany Ministerstwu Handlu i Przemysłu. 
W wyniku zajęcia Estonii przez ZSRR „Uku” został w (sierpniu lub wrześniu) 1940 roku przejęty przez władze radzieckie. Początkowo przydzielony Kompanii Żeglugowej Jeziora i Rzeki Pejpus, następnie przejęty przez Marynarkę Wojenną ZSRR i włączony w skład Czudzkiej Wojennej Flotylli. W lipcu 1941 roku, ze względu na postępy niemieckiej inwazji na ZSRR, został zatopiony przez własną załogę w Mustvee. 
Okręt został podniesiony z dna przez Niemców i przekazany Samodzielnej Administracji Estonii, używany był przez Departament Dróg Wodnych. Okręt został prawdopodobnie ponownie zatopiony przez własną załogę we wrześniu 1944 roku w Tartu, krótko przed opuszczeniem miasta przez siły III Rzeszy. Po wojnie, po ponownym podniesieniu, wykorzystywany był pod nazwą „Turist” (ros. турист) jako rzeczny statek pasażerski. W 1982 roku zatonął na płyciźnie. W 1991 roku odzyskany, znalazł się w prywatnych rękach.